# L'Extravagant Mr. Deeds
Pour plus de détails, voir Fiche technique et Distribution.
L'Extravagant Mr. Deeds (Mr. Deeds Goes to Town) est une comédie américaine de Frank Capra sortie en 1936.

## Synopsis
Un jeune homme simple, Longfellow Deeds, doit se rendre à New York pour toucher un héritage important et inattendu. Arrivant à New York, il devient la cible d'un cabinet d'avocats véreux convoitant sa fortune, et de journalistes peu scrupuleux travaillant pour la presse à scandale.

## Fiche technique
- Titre : L'Extravagant Mr. Deeds
- Titre original : Mr. Deeds Goes to Town
- Réalisation : Frank Capra
- Assistant réalisateur : Charles C. Coleman
- Production : Frank Capra (non crédité)
- Société de production : Columbia Pictures
- Scénario : Robert Riskin, d'après une histoire de la nouvelle Opera Hat publiée en 1935 par Clarence Budington Kelland (en)
- Photo : Joseph Walker
- Montage : Gene Havlick
- Direction artistique : Stephen Goosson
- Création des costumes : Samuel Lange
- Musique : Howard Jackson (non crédité)
- Pays d'origine :  États-Unis
- Format : Noir et blanc - Son : Mono (Western Electric Noiseless Recording)
- Genre : Comédie
- Durée : 115 minutes
- Dates de sortie : 
  -  États-Unis : 12 avril 1936 (première), 16 avril 1936 (New York)
  -  France : 18 juin 1936

## Distribution
Remarque : 1er doublage (1936) ; 2e doublage vers 1970

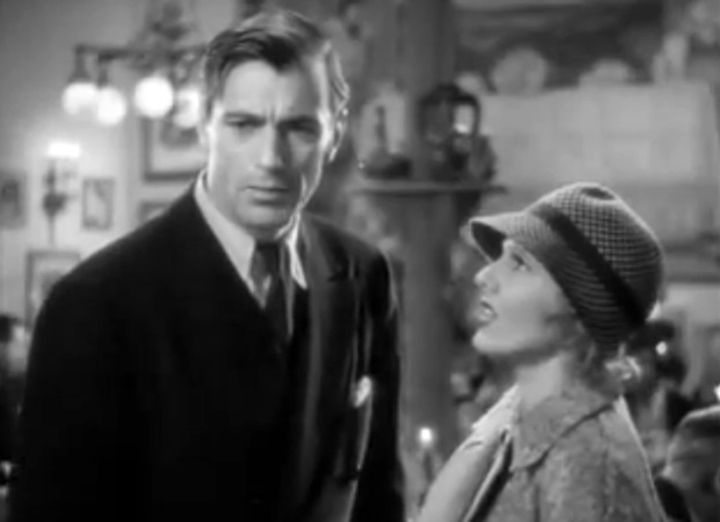
Scène du film avec Gary Cooper et Jean Arthur.

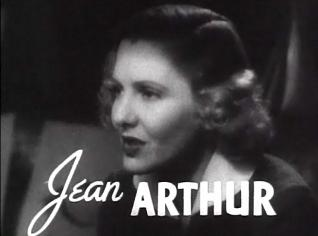
Jean Arthur dans le générique

- Gary Cooper (VF : Richard Francœur ; Daniel Gall) : Longfellow Deeds
- Jean Arthur : Louise « Babe » Bennett
- George Bancroft (VF : Jean Michaud) : MacWade
- Lionel Stander (VF : Jacques Balutin) : Cornelius « Corny » Cobb
- Douglass Dumbrille (VF : Jean-Claude Michel) : John Cedar
- Raymond Walburn : Walter
- H. B. Warner : le juge May
- Ruth Donnelly : Mabel Dawson
- Walter Catlett : Bill Morrow
- John Wray : un fermier

Acteurs non crédités
- Stanley Andrews : James Cedar
- Frank Austin : George Rankin
- Irving Bacon : Frank, le photographe
- Hank Bell
- Billy Bevan
- Joe Bordeaux : Un figurant
- Harry C. Bradley : Anderson
- Spencer Charters
- George Cooper : Bob
- Gino Corrado : Un violoniste ambulant
- Cecil Cunningham
- Ann Doran : Une jeune femme dans le bus
- Emma Dunn : Mme Meredith
- Oliver Eckhardt : Dr Emerson
- Paul Everton : Un fermier
- Juanita Fletcher
- Edward Gargan : Un garde du corps
- Arthur Hoyt : Budington
- Warren Hymer : Un garde du corps
- Charles Lane : Hallor
- Edward LeSaint : Dr Fosdick
- Margarete Matzenauer : Mme Pomponi
- Mayo Methot : Mme Semple
- Margaret McWade : Amy Faulkner
- George Meeker : Henneberry, le poète
- Franklin Pangborn : Le tailleur
- Bud Osborne : Un fermier chômeur au tribunal
- Margaret Seddon : Jane Faulkner
- Larry Steers : Un invité
- Gustav von Seyffertitz : Dr Emile Von Hallor
- Charles C. Wilson : Un garde à l'hôpital du comté

## Oscars
Le film reçut cinq nominations et remporta un Oscar :
- Oscar du meilleur réalisateur : Frank Capra

## Remake
Un remake, sous forme de comédie loufoque, est sorti en 2002 : Les Aventures de Mister Deeds, avec Adam Sandler dans le rôle principal.